# Нишић (презиме)
Нишићи су српска породица која живи углавном у Босни и Херцеговини. Поријеклом су са сјевера Црне Горе. Насеља и градови у којима данас живе Нишићи су: Сарајево, Источно Сарајево (првенствено Тилава и Касиндо), Јајце,Шипово те мања мјеста у источној Херцеговини.

## Поријекло и историја
Нишићи поријекло воде из сјеверне и сјеверозападне Црне Горе. Мало прије, на почетку или мало након почетка освајања ових крајева дио породице се сели у Херцеговину и Босну. Тада се почињу звати Нишићима (прије сеобе су се презивали другачије). Дио Нишића је, током турске окупације, прихватио ислам. Остали су Православне вјероисповјести. Дио Нишића живи и у САД и Канади.